# Relebogile Mabotja
Relebogile Mabotja es una actriz, presentadora, cantante, productora, escritora y directora musical sudafricana.

## Biografía
Mabotja, también conocida como Lebo, nació el 5 de septiembre de 1985 en Pretoria, Gauteng, Sudáfrica. En su último año de secundaria, en la Pretoria High School for Girls, tuvo la oportunidad de interpretar el papel de 'Mabel' en la producción escénica llamada Fame the Musical.

## Carrera profesional
A principios de la década de 2000, participó en la inauguración del concierto 46664 en el Centro Internacional de Convenciones de Ciudad del Cabo. Hacia finales de 2004 se le brindó la oportunidad de presentar un programa en e.tv llamado BackChaton CrazE. También participó en otros programas de televisión como Home Affairs, Zone 14, Generations, Skeem Saam, Rhythm City, Isidingo y en la película alemana Traum Hotel.
Fue presentadora en el programa de e.tv Gospel Grooves y narró el especial de Navidad de SABC 2 llamado "Los 12 días de Navidad" en 2006.
Entre 2010 y 2011 fue anfitriona de la temporada 1 y 2 del programa de competencia Dance Your Butt Off. Adaptación sudafricana del original estadounidense. Desde marzo de 2017, ha sido presentadora invitada recurrente del programa nocturno diario Trending SA de SABC 3

### Radio
En 2012, fue presentadora de radio independiente y en 2013, presentadora de Overnight Live y Early Breakfast Show en Talk Radio 702 y 567 Cape Talk.
En 2019, también fue nombrada lectora de noticias y copresentadora del programa de Metro FM "The Kings Suite" después de haber sido copresentadora y presentadora del Breakfast Show. En agosto de 2019, fue nombrada embajadora de Discovery “Real Time".

### Teatro
A finales de 2004, participó en un musical afrikáans llamado Imbuba/Samesyn. Interpretó el mismo musical en los festivales Klein Karoo Nasionale Kunstefees e Innibos en Oudtshoorn y Nelspruit (Mbombela) respectivamente.
A finales de la década de 2000, interpretó el papel de "Pinky the Shebeen Queen" en el musical Soweto Story que se llevó a cabo en el Teatro Joburg en Gauteng.

### Música
En 2014, fue nombrada productora de la serie y director musical de la décima temporada de Afro Café. También compuso el tema principal, dirigió la música y la banda de estudio en vivo para el programa de ETV "I love South Africa".
También ha realizado voces en off; es la voz detrás de los temas de Africa Magic, Africa Magic Plus para DStv y el nuevo tema de LOTTO “One day is one day”. En 2019, fue nombrada directora musical de "The Winner" Nigeria.

## Premios y nominaciones
| Año  | Premios                                  | Categoría                                            | Nominado                                | Resultado |
| ---- | ---------------------------------------- | ---------------------------------------------------- | --------------------------------------- | --------- |
| 2004 | Naledi Theatre Awards                    | Mejor debutante femenina en un musical               | Fame                                    | Nominada  |
| 2004 | Naledi Theatre Awards                    | Mejor mujer en un musical                            | Fame                                    | Nominada  |
| 2010 | South African Music Awards               | Mejor álbum infantil en inglés                       | Stories From The Alphabet Tree Volume 1 | Nominada  |
| 2010 | World Hip Hop Awards                     | Mejor video musical                                  | Productora                              | Nominada  |
| 2010 | Channel O Music Video Awards             | Mejor vídeo de occidente                             | Productora                              | Nominada  |
| 2010 | Channel O Music Video Awards             | Video de hip hop más talentoso                       | Productora                              | Ganadora  |
| 2011 | Hip Hop Awards                           | Mejor video musical                                  | Productora                              | Nominada  |
| 2011 | South African Film and Television Awards | Mejor conjunto de telenovelas                        | Rhythm City                             | Ganadora  |
| 2011 | South African Music Awards               | Mejor álbum infantil en inglés                       | Stories From The Alphabet Tree Volume 1 | Ganadora  |
| 2015 | Wawela Music Awards                      | Mejor Canción o Composición en un comercial de radio | You Belong                              | Nominada  |
| 2016 | Women Real Architects of Society Awards  | Excelencia musical                                   |                                         | Nominada  |